# 정재용 (축구 선수)
정재용(鄭宰溶, 1990년 9월 14일 ~ )은 대한민국의 축구 선수이며 포지션은 미드필더이다. 현재 부천 FC 1995 소속이다.

## 축구인 경력

### 선수 경력
2013 시즌을 앞두고 열린 2013 K리그 드래프트에서 K리그 챌린지의 신생 구단 FC 안양에 지명되었다.
2016년 여름 이적 시장을 통해 울산 현대로 이적하였다. 2017년 3월 4일 K리그 개막전에 열렸던 동해안 더비 경기에서 멀티골을 포함한 2골을 몰아쳐 울산의 2-1 승리를 이끌어냈다.
2019년 3월, 겨울 이적시장 마감 앞두고 포항 스틸러스로 이적하였다. 이적 직후 주전 미드필더로 활약하며 30경기에 출장하였고, 코칭스태프와 선수들의 신뢰 하에 주장을 맡기도 하였다.
2020 시즌을 앞두고 타이 리그1의 부리람 유나이티드에 입단하였으나 코로나 바이러스로 인하여 리그가 중단이 되었고 부리람 유나이티드측에서 재정적인 부담으로 인하여 계약을 해지 하였다.
2020 시즌 여름 이적시장에서 K리그2의 수원 FC에 입단했다.

## 수상

### 클럽

#### 울산 현대
- FA컵
  - 우승 : 2017